# روبرت اجانانتسی
روبرت اجانانتسی (ارمنی: Ռոբերտ Էջանանցի؛ زادهٔ ۲۵ اکتبر ۱۹۴۶ - درگذشته ۸ مارس ۲۰۱۶) کارشناس آموزشی، پژوهشگر و قوم‌شناس اهل ارمنستان بود.

## زندگی‌نامه
وی در ۲۵ اکتبر ۱۹۴۶ در آراجادزور به دنیا آمد و از فارغ‌التحصیل گشت. وی برنده جوایزی همچون مدال موسس خورناتسی است. وی در ۸ مارس ۲۰۱۶ در سن ۶۹ سالگی در درگذشت.